# Ryota Arimitsu
Ryota Arimitsu (有光 亮太 Arimitsu Ryota?, nacido el 21 de abril de 1981 en Fukuoka) es un exfutbolista japonés. Jugaba de delantero y su último club fue el V-Varen Nagasaki de Japón.

## Trayectoria

### Clubes
| Club             | País   | Año         |
| ---------------- | ------ | ----------- |
| Real Cesate      | Italia | 2000 - 2001 |
| Avispa Fukuoka   | Japón  | 2003 - 2006 |
| V-Varen Nagasaki | Japón  | 2007 - 2013 |

## Estadística de carrera

### J. League
| Club             | Año   | J. League | J. League | Copa J. League | Copa J. League | Total | Total |
| Club             | Año   | Part.     | Goles     | Part.          | Goles          | Part. | Goles |
| ---------------- | ----- | --------- | --------- | -------------- | -------------- | ----- | ----- |
| Avispa Fukuoka   | 2003  | 0         | 0         | -              | -              | 0     | 0     |
| Avispa Fukuoka   | 2004  | 19        | 6         | -              | -              | 19    | 6     |
| Avispa Fukuoka   | 2005  | 28        | 5         | -              | -              | 28    | 5     |
| Avispa Fukuoka   | 2006  | 11        | 0         | 3              | 1              | 14    | 1     |
| V-Varen Nagasaki | 2013  | 3         | 0         | -              | -              | 3     | 0     |
| Total            | Total | 61        | 11        | 3              | 1              | 64    | 12    |